# HR Волка
HR Волка (лат. HR Lupi), HD 133880 — двойная звезда в созвездии Волка на расстоянии приблизительно 338 световых лет (около 104 парсеков) от Солнца. Видимая звёздная величина звезды — от +5,81m до +5,76m. Возраст звезды определён как около 151,3 млн лет.

## Характеристики
Первый компонент — бело-голубая вращающаяся переменная звезда типа Альфы² Гончих Псов (ACV) спектрального класса B8IVSi, или A0p. Масса — около 2,79 солнечных, радиус — около 2,299 солнечных, светимость — около 79,433 солнечных. Эффективная температура — около 12000 K.
Второй компонент — жёлтая звезда спектрального класса G. Эффективная температура — около 5754 K. Удалён на 1,22 угловой секунды.

## Планетная система
В 2019 году учёными, анализирующими данные проектов HIPPARCOS и Gaia, у звезды обнаружена планета.